# 汾城文庙
35°49′10″N 111°16′20″E / 35.81944°N 111.27222°E
汾城文庙位于中国山西省襄汾县汾城镇城内西部，汾城城隍庙以南。

## 历史
汾城文庙始建于唐贞观年间，重建于元至元六年（1340年）。

## 建筑
汾城文庙现存建筑多为明正德年间所建，包括影壁、棂星门、泮池、戟门（大成门）、大成殿、明伦堂等建筑，规制严谨，保存完好，雕饰精美。中轴线建筑皆为重檐歇山顶，配套建筑忠义孝悌祠、名宦祠、乡贤祠等则为悬山顶或攒尖顶。
文庙旁还有汾城文昌祠魁星阁、试院（学宫）、学前塔等，均保留完好。

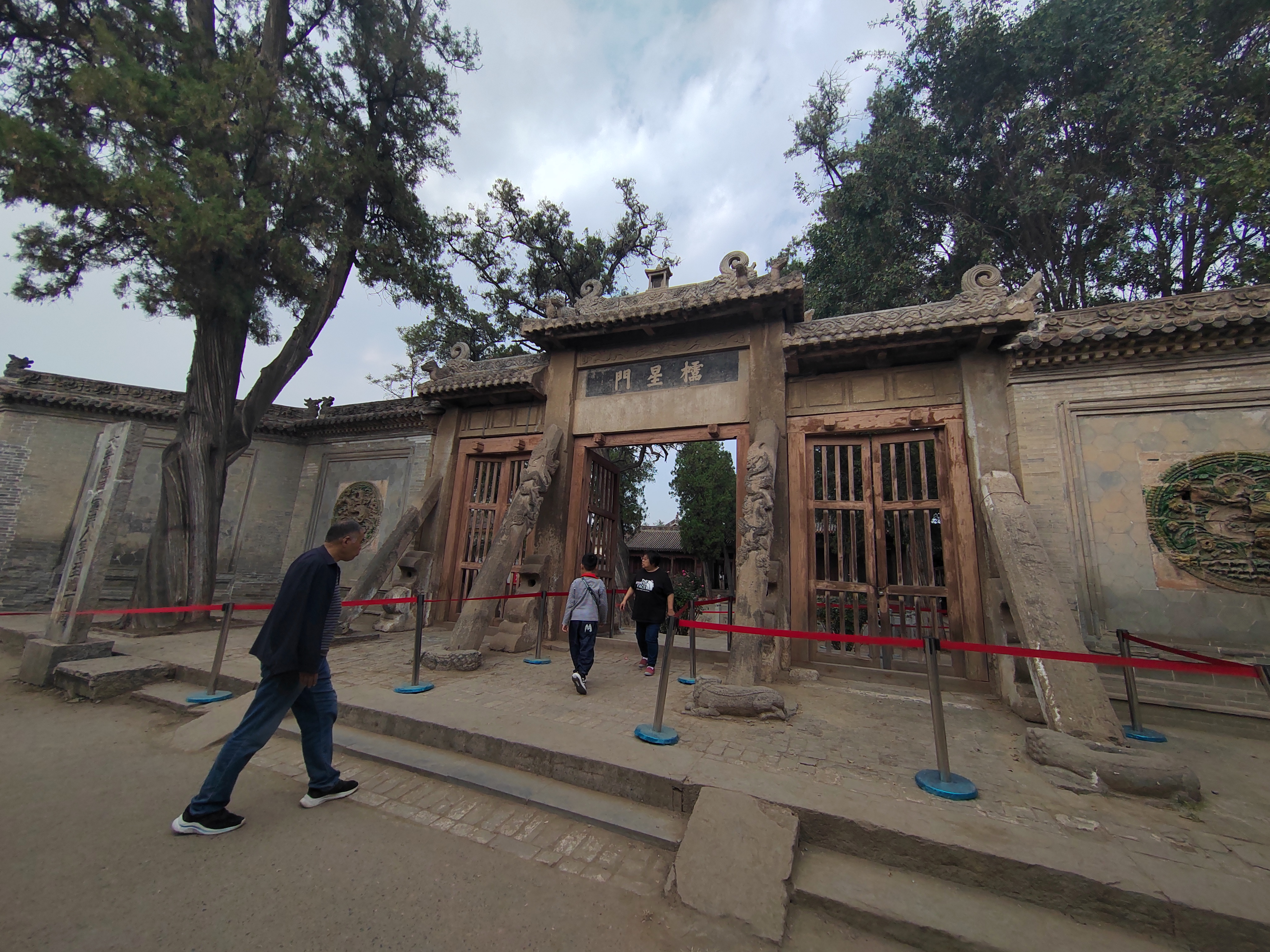
汾城文庙棂星门
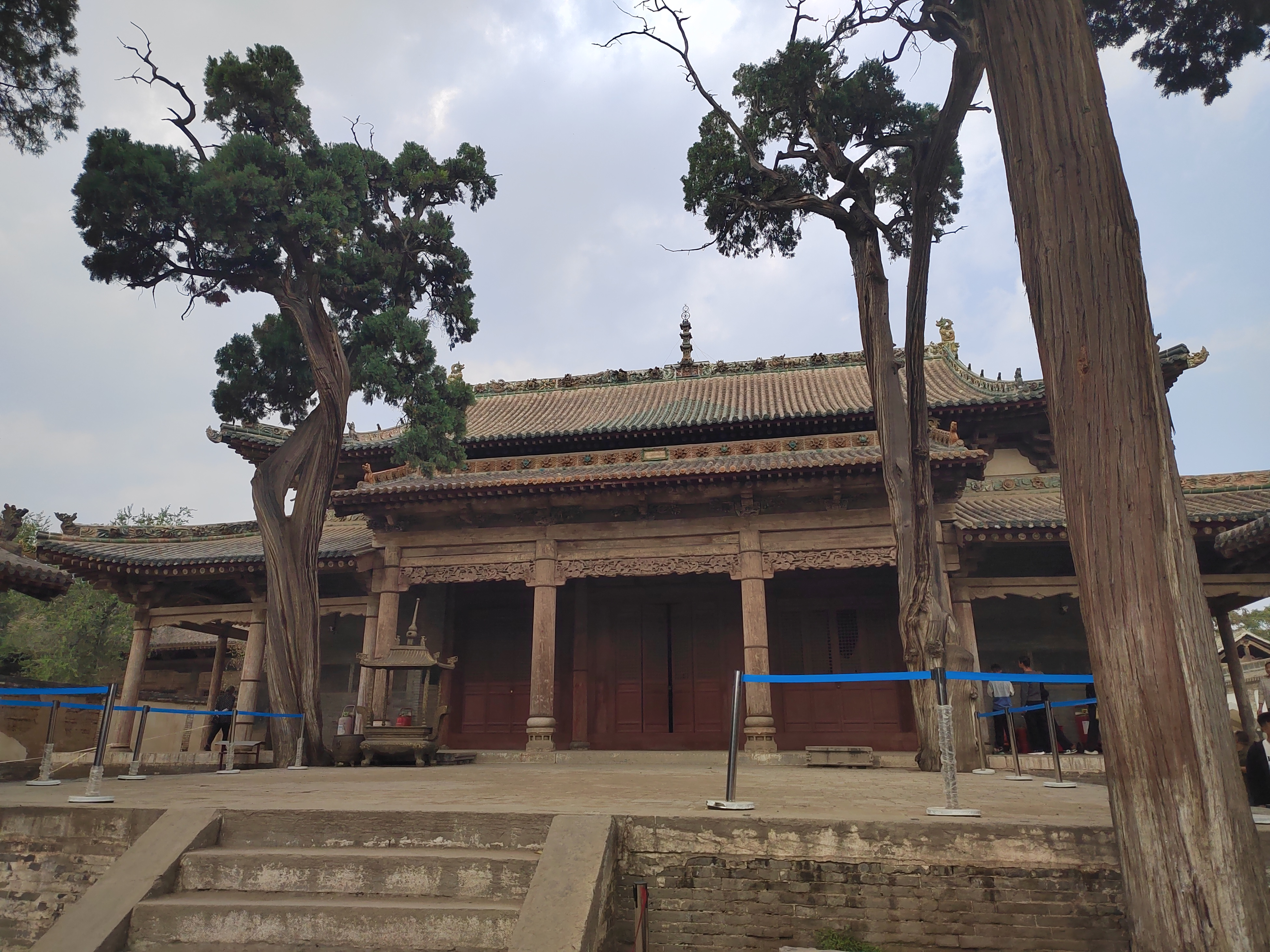
汾城文庙大成殿

## 保护
2006年5月25日，汾城文庙公布为第六批全国重点文物保护单位，编号6-384。